# Clade ADA
Clade
Taxons de rang inférieur
- Angylocalyceae Yakovlev
- Dipterygeae Polhill
- Amburaneae Nakai

Synonymes
- clade aldinoïde Ireland et al. 2000

Le clade ADA est le premier clade monophylétique à se différencier de l'arbre phylogénétique des plantes à fleurs de la sous-famille des Faboideae (ou Papilionaceae), dans la famille des Fabaceae. Les preuves de l'existence de ce clade étaient clairsemées jusqu'aux récentes phylogénies moléculaires incluant les genres les plus basaux des Faboideae qui, jusqu'alors, étaient peu échantillonnés,.
Le nom ADA du clade provient des initiales des 3 tribus qui le constituent : Angylocalyceae, Dipterygeae et Amburaneae.

## Description
Ce clade est composé d'une collection de genres morphologiquement éclectiques. C'est l'un des trois clades (les deux autres étant les Swartzieae et le clade Cladrastis) parmi les Faboideae à qui il manque une inversion de l'ADN plastidial de 50 Kb qui est caractéristique des Meso-Papilionoideae. Le nom de ce clade est informel et ne correspond à aucun rang taxonomique en particulier tels que ceux autorisés par l'ICBN ou le ICPN. Le clade n'a pas de définition basée sur le nœud et aucune synapomorphie morphologique n'a été identifiée.